# O Aleijadinho: Paixão, Glória e Suplício
O Aleijadinho: Paixão, Glória e Suplício é um filme brasileiro de 2003, do gênero drama biográfico, dirigido por Geraldo Santos Pereira. 

## Sinopse
A história do escultor mineiro Antônio Francisco Lisboa, o Aleijadinho, acompanhando sua vida e sua formação artística e cultural. O filme mostra o relacionamento com a escrava Helena, os conflitos políticos com o pai, um arquiteto português, a sua amizade com o inconfidente Cláudio Manuel da Costa e a doença que o deixou deformado, mas não conseguiu impedi-lo de trabalhar.[carece de fontes?]

## Elenco
- Maurício Gonçalves .... Aleijadinho
- Maria Ceiça .... Helena
- Ruth de Souza .... Joana Lopes
- Carlos Vereza .... Cláudio Manoel da Costa
- Edwin Luisi .... Manoel Francisco Lisboa
- Antônio Naddeo .... Rodrigo Bretas
- Wilma Henriques .... Dona Tereza Ribeiro de Alvarenga
- Carl Schumacher .... Governador-Geral
- Aruana Zumbi .... Isabel
- Gil Amâncio .... Maurício
- Helvécio Isabel .... Januário
- Márcio Alexandre .... Agostinho
- Rodrigo Penna .... João Gomes Batista
- Shelmer de Queiroga .... Tente José Romão
- Adyr Coelho .... Manoel da Costa Ataíde
- Geraldo Carrato .... Guarda
- Kimura Schttino .... Guarda
- Marcelo Santos Pereira .... Tenente Antônio Xavier
- Alessandra Elias .... Filha do Governador-Geral
- Carlos Eugênio Spinola .... Padre
- Breno Fonseca .... Contratador Vicente Freire de Andrade

## Prêmios e indicações
Maurício Gonçalves recebeu o prêmio de melhor ator no 5º Festival do Recife, em 2001, prêmio este dividido com Rodrigo Santoro, por Bicho de Sete Cabeças.